# Keiju Kobayashi
Pour les articles homonymes, voir Kobayashi.
Keiju Kobayashi (小林桂樹, Kobayashi Keiju) est un acteur japonais né le 23 novembre 1923 et mort le 16 septembre 2010.

## Biographie
Keiju Kobayashi a tourné dans 265 films entre 1942 et 2003.

## Filmographie partielle

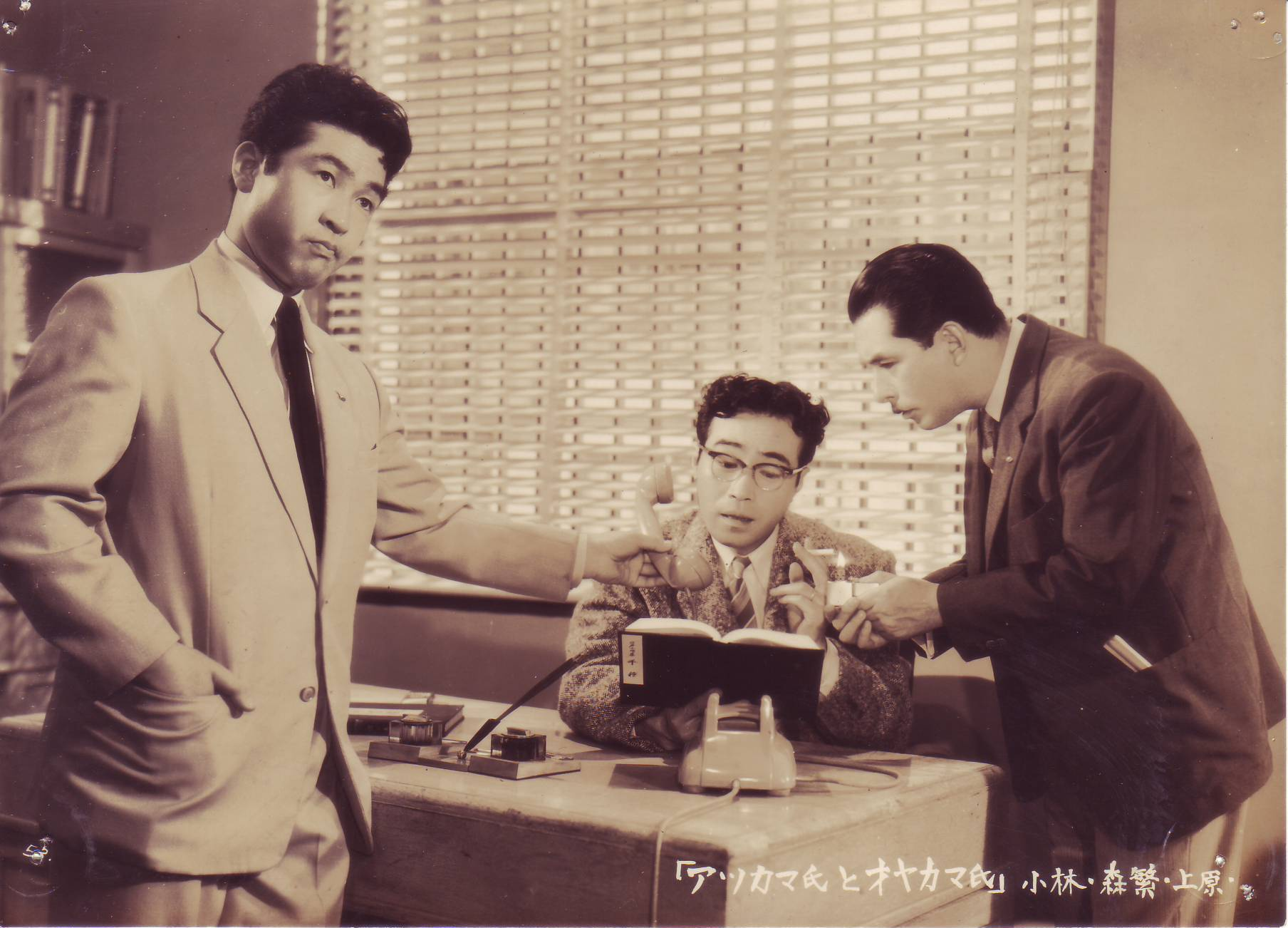
Keiju Kobayashi, Hisaya Morishige et Ken Uehara dans Atsukama-shi to Oyakama-shi (1955).

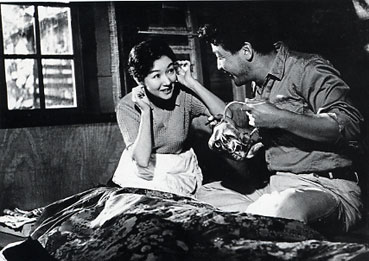
Hideko Takamine et Keiju Kobayashi dans Na mo naku mazushiku utsukushiku (1961).

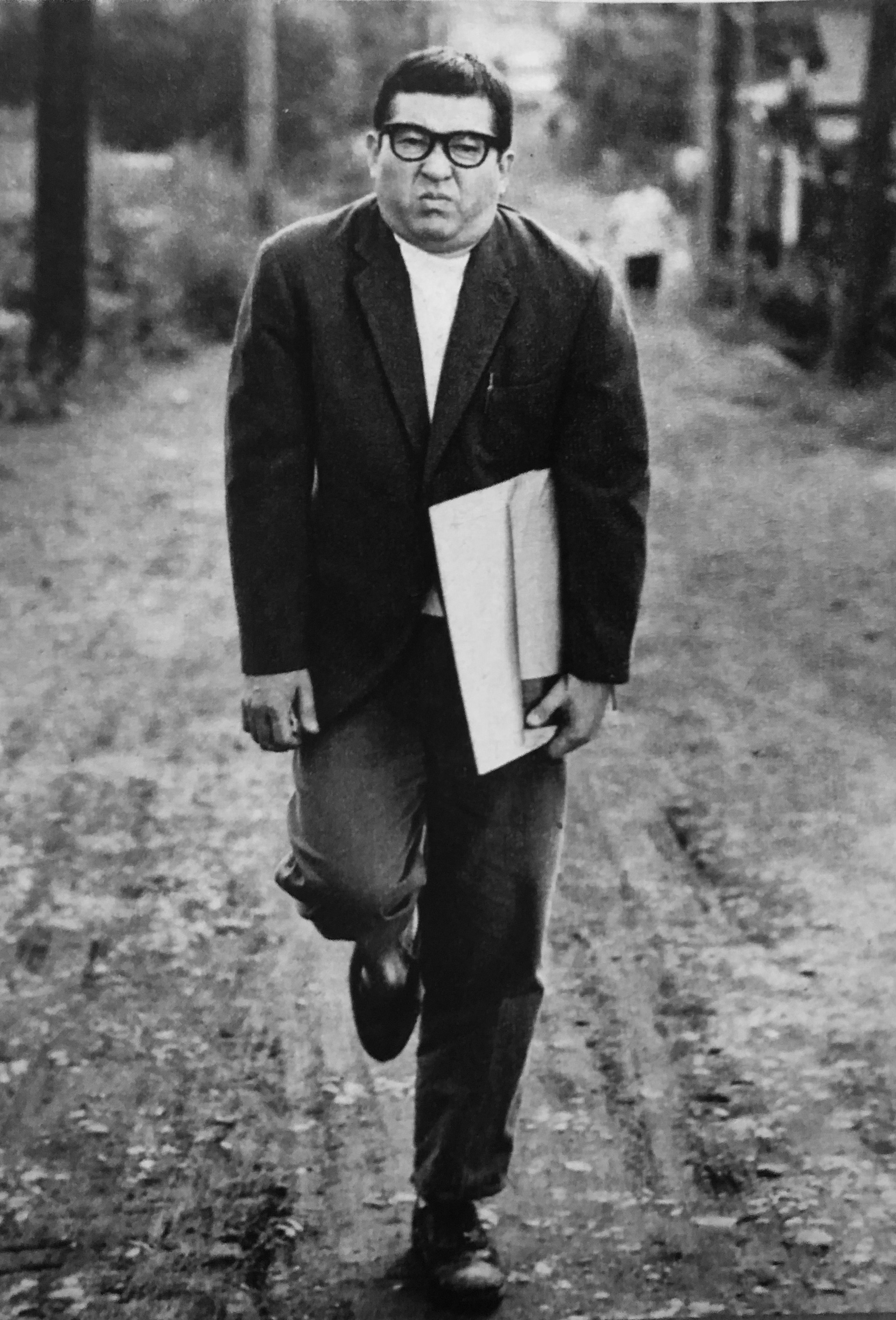
Keiju Kobayashi dans La Vie élégante de M. Everyman (1963).

### Cinéma
- 1951 : Les Habits de la vanité (偽れる盛装, Itsuwareru seiso?) de Kōzaburō Yoshimura : Kōji
- 1951 : Le Repas (めし, Meshi?) de Mikio Naruse : Shinzo Murata, le frère de Michiyo
- 1953 : Un couple (夫婦, Fûfu?) de Mikio Naruse : Mokichi Hayakawa
- 1953 : Monsieur Pū (プーサン, Pū-san?) de Kon Ichikawa
- 1955 : Voici une fontaine (ここに泉あり, Koko ni izumi ari?) de Tadashi Imai
- 1955 : Les Baisers, épisode 3 : Chez les femmes (くちづけ, Kuchizuke, 3 : Onna doshi?) de Mikio Naruse : Seikichi Taketani
- 1956 : Pluie soudaine (驟雨, Shūu?) de Mikio Naruse
- 1956 : Le Cœur d'une épouse (妻の心, Tsuma no kokoro?) de Mikio Naruse : Shinji, le mari
- 1958 : Anzukko (杏っ子, Anzukko?) de Mikio Naruse : Tayama
- 1958 : Nuages d'été (鰯雲, Iwashigumo?) de Mikio Naruse : Hatsuji
- 1958 : Hadaka no taishō (裸の大将?) de Hiromichi Horikawa : Kiyoshi Yamashita
- 1959 : La Naissance du Japon (日本誕生, Nippon Tanjō?) de Hiroshi Inagaki : le dieu Amatsumaura
- 1960 : Kuroi gashū: Aru sarariman no shōgen (黒い画集 あるサラリーマンの証言?) de Hiromichi Horikawa : Teiichirō Ishino
- 1961 : Dernier Caprice (小早川家の秋, Kohayagawa-ke no aki?) de Yasujirō Ozu : Hisao, le mari de Fumiko
- 1962 : Sanjuro (椿三十郎, Tsubaki Sanjūrō?) d'Akira Kurosawa : l'espion
- 1962 : La Place de la femme (女の座, Onna no za?) de Mikio Naruse : Jiro Ishikawa
- 1962 : Chronique de mon vagabondage (放浪記, Hōrōki?) de Mikio Naruse : Fujiyama
- 1963 : La Vie élégante de M. Everyman (江分利満氏の優雅な生活, Eburi manshi no yūga-na seikatsu?) de Kihachi Okamoto
- 1963 : Shiro to kuro (白と黒?) de Hiromichi Horikawa
- 1964 : Le Sabre (剣, Ken?) de Kenji Misumi : Eri Itami
- 1964 : Peut-on vivre ainsi ? (われ一粒の麦なれど, Ware hitotsubu no mugi naredo?) de Zenzō Matsuyama : Sakata
- 1965 : Samuraï (侍, Samurai?) de Kihachi Okamoto : Einosuke Kurihara
- 1966 : L'Étranger à l'intérieur d'une femme (女の中にいる他人, Onna no naka ni iru tanin?) de Mikio Naruse : Isao Tashiro
- 1969 : Shinsen gumi (新選組?) de Tadashi Sawashima : Toshizō Hijikata
- 1970 : La Fin du Bakufu (幕末, Bakumatsu?) de Daisuke Itō : Yoshinosuke Saigo
- 1973 : La Submersion du Japon (日本沈没, Nihon chinbotsu?) de Shirō Moritani : Yusuke Tadokoro
- 1975 : C'est dur d'être un homme : Intellectuellement vôtre (男はつらいよ 葛飾立志篇, Otoko wa tsurai yo: Katsushika risshihen?) de Yōji Yamada : l'archéologue Tadokoro
- 1984 : Le Retour de Godzilla (ゴジラ, Gojira?) de Koji Hashimoto : le Premier Ministre Mitamura
- 1987 : L'Inspectrice des impôts (マルサの女, Marusa no onna?) de Jūzō Itami : Sasatsubu Kanrikachō
- 1999 : Ano natsu no hi: Tondero jiichan (あの、夏の日 －とんでろ　じいちゃん－?) de Nobuhiko Ōbayashi

### Séries télévisées
- 1974-1975 : La Submersion du Japon (日本沈没, Nihon chinbotsu?) : Tadokoro
- 1975-1979 : Edo no kaze
- 1976 : Kaze to kumo to niji to (52 épisodes) : Taira no Yoshimasa
- 1978 : Edo no uzu (23 épisodes)
- 1979 : Edo no gekitou (26 épisodes)
- 1980 : Shin Edo no kaze (31 épisodes)
- 1980-1981 : Edo no asayake (28 épisodes)
- 1983 : Tokugawa Ieyasu : Sessai chōrō

### Doublage
- 1995 : Si tu tends l'oreille (耳をすませば, Mimi wo sumaseba?) de Yoshifumi Kondo : Shiro Nishi (voix)

## Distinctions
Sauf indication contraire, les informations mentionnées dans cette section peuvent être confirmées par la base de données cinématographiques IMDb,  présente dans la section « Liens externes ».

### Récompenses
- 1956 : prix Mainichi du meilleur acteur dans un second rôle pour Voici une fontaine[2]
- 1959 : prix Mainichi du meilleur acteur pour Hadaka no taishō[3]
- 1961 : prix Kinema Junpō du meilleur acteur pour Kuroi gashū: Aru sarariman no shōgen[4],[5]
- 1961 : prix Mainichi du meilleur acteur pour Kuroi gashū: Aru sarariman no shōgen[6]
- 1964 : prix Mainichi du meilleur acteur pour La Vie élégante de M. Everyman et Shiro to kuro[7]
- 1965 : prix Blue Ribbon du meilleur acteur pour Peut-on vivre ainsi ?[8]
- 2000 : prix Mainichi du meilleur acteur pour Ano natsu no hi: Tondero jiichan[9]